# The Four Horsemen
The Four Horsemen var ett amerikanskt rockband bildat av gitarristen Stephen "Haggis" Harris som fanns mellan 1989 och 1996 som är influerat av blues och rock. Bandet bestod under större delen av sin karriär av Frank C Starr (sång), Haggis (basgitarr, senare rytmgitarr), Dave Lizmi (gitarr), Ben Pape (bas) och Ken "Dimwit" Montgomery (trummor).
Bandet släppte en EP 1989, följt av debutalbumet "Nobody Said It Was Easy" 1991. Albumet spelades in redan 1989 men försenades dock på grund av att Starr satt i fängelse för narkotikabrott. Efter att albumet släppts turnerade man bland annat som förband åt Lynyrd Skynyrd, men på grund av interna bråk, ont om pengar samt att Starr åter dömdes till fängelse, lämnade Haggis bandet 1994. Med ersättaren Pharaoh påbörjades arbetet med bandets andra album, men nya problem uppstod. Först avled Montgomery av en överdos hösten 1994, och drygt ett år senare blev Starr påkörd av en rattfyllerist och hamnade i koma. Albumet med titeln Gettin Pretty Good At Barely Gettin By släpptes 1996, och bandet gav sig ut på turné med Ron Young, från Little Caesar, på sång, i väntan på att Starr skulle återkomma. Starr vaknade dock aldrig ur sin koma, utan avled i juni 1999.
Till skillnad från många andra band från 1980- och 1990-talen har bandet aldrig återförenats. Däremot har Haggis under senare år arbetat med att sammanställa en samlingsbox, bestående av en DVD och en live-cd inspelad 1992. Boxen har nyligen gjorts tillgänglig via bandets hemsida.

## Medlemmar
Originalbesättning
- Frank C. Starr (Frank Starpoli) – sång (1989–1991, 1993–1995; död 1999)
- Dave Lizmi – sologitarr (1989–1996)
- Haggis / Kid Chaos (Stephen Harris) – rytmgitarr (1989–1994, 1995–1996)
- Ben Pape – basgitarr (1989–1994, 1995–1996)
- Ken "Dimwit" Montgomery – trummor (1989–1994; död 1994)

Senaste uppställning
- Haggis – rytmgitarr (1989–1994, 1995–1996)
- Ron Young – sång (1996)
- Ben Pape – basgitarr (1989–1994, 1995–1996)
- Dave Lizmi – sologitarr (1989–1996)
- Chuck Biscuits (Charles Montgomery) – trummor (1994–1996)

Andra medlemmar/bidragande musiker
- Tim Beattie – lap steel gitarr, munspel, sång (1991–1994)
- Pharaoh – basgitarr (1994–1995)
- Mike Valentine – sologitarr (1994)
- Mike Lavoie – gitarr (1991)
- Rick McGee – gitarr
- Derek Young – basgitarr

## Diskografi
Studioalbum
- 1991 – Nobody Said it Was Easy
- 1996 – Gettin' Pretty Good... At Barely Gettin' By...
- 2009 – Daylight Again	(inspelad 1994)

Livealbum
- 2012 – Death Before Suckass (inspelad 1991)

EP
- 1989 – The Four Horsemen

Singlar
- 1991 – "Nobody Said it Was Easy" / "Homesick Blues" (Billboard Hot Mainstream Rock Tracks (US Mainstream Rock) #16)
- 1991 – "Rockin Is Ma Business" / "Moonshine" / "75 Again" (US Mainstream Rock #38)
- 1992 – "Tired Wings" / "Tired Wings (Album Version)" (US Mainstream Rock #27)
- 1996 – "Song For Absent Friends (Radio Edit)" / "Song For Absent Friends (Long Version)"

Samlingsalbum
- 2005 – Left For Dead (1988-1992) (Box set: DVD+CD)